# بخش هریسون (شهرستان دارک، اوهایو)
بخش هریسون (به انگلیسی: Harrison Township) یک منطقهٔ مسکونی در ایالات متحده آمریکا است که در شهرستان دارک، اوهایو واقع شده‌است.
 بخش هریسون ۸۸٫۵ کیلومتر مربع مساحت و ۲٬۲۵۵ نفر جمعیت دارد و ۳۵۹ متر بالاتر از سطح دریا واقع شده‌است.